# Kopani, Huleaipole
Kopani (în ucraineană Копані) este un sat în comuna Dolînka din raionul Huleaipole, regiunea Zaporijjea, Ucraina.

## Demografie
Componența lingvistică a localității Kopani
     Ucraineană (99,37%)
     Alte limbi (0,63%)
Conform recensământului din 2001, majoritatea populației localității Kopani era vorbitoare de ucraineană (99,37%), existând în minoritate și vorbitori de alte limbi.